# Traian Chelariu
Traian Chelariu (n. 21 iulie 1906, satul Hatna, comuna Dărmănești, Ducatul Bucovinei, Imperiul Austro-Ungar – d. 4 noiembrie 1966, Suceava, România), a fost un scriitor și filosof român. 

## Date biografice

### Primii ani
Fiul lui Grigore Chelariu, magazioner la căile ferate, și al Rahilei, casnică, face clasele primare la Măriței, Ițcani și Suceava și urmează liceul cernăuțean Aron Pumnul (1919), absolvit în anul 1926, an în care se înscrie la Facultatea de medicină din Iași. Din cauza unei boli de ochi se retrage după câteva luni și se întoarce la Cernăuți, unde se înscrie la Facultatea de Litere și Filozofie a Universității. 

În anul 1930 își ia licența în filozofie, cu magna cum laude. Obține o bursă academică de specializare și pleacă la Școala Română de la Fontenay-aux-Rose, Paris (1931-1933), condusă de Nicolae Iorga, și apoi ca doctorand bursier la Școala Română din Roma (1933-1934). Lucrează intens la Teoria istoriografiei la Benedetto Croce în lumina teoriilor contemporane, cu privire la filozofia duratei a lui Henri Bergson. 

### Debutul literar
Între timp, în țară, îi apare primul volum de versuri (1933), Exod, elogiat de multe personalități ale criticii literare de atunci, printre care și Perpessicius. Intors în țară publică Proze pentru anul inimii, versuri (1934), Zaruri, aforisme (1936), Casă pe nisip, aforisme (1937). Susține doctoratul cu teza Aspecte finaliste și biologice în pozitivismul lui David Hume (1937). Devine asistent la Catedra de psihologie și logică la Universitățile din Cernăuți, Iași, și apoi București, unde se stabilește în anul 1940. 

### Privațiuni și reabilitări
Odată cu instaurarea regimului comunist, pentru Traian Chelariu și familia sa încep ani grei de nenumărate umilințe și privațiuni, consemnate cu o sinceritate uimitoare în paginile unui jurnal ținut cu perseverență și curaj în ciuda riscurilor evidente, așa cum precizează Nicolae Manolescu (Zilele și umbra mea, pagini de jurnal, Iași, 1976).
În anul 1952 soții Chelariu sunt dați afară din învățământ, luându-li-se dreptul de a mai profesa, și rămân fără servici pentru o perioadă de câțiva ani. Traian Chelariu își găsește în cele din urmă de lucru la Serviciile de Deratizare ale capitalei-Ecarisaj, unde lucrează la secția de dezinfecții și deratizare (1955).
În urma unui proces intentat Ministerului Învățământului își recâștigă amândoi drepturile de a profesa (1957) și revin în învățământul mediu. În anul 1958, sfătuit de Eusebiu Camilar, Traian Chelariu depune o cerere de reintegrare în Uniunea Scriitorilor. Nedorit de Mihai Beniuc, în ciuda unor referințe excelente date de nenumărați academicieni, cererea poetului nu este rezolvată pozitiv (1960). În anul 1964 este, în sfârșit, reabilitat în învățământul superior și devine lector la Institutul Pedagogic din Suceava, dar numai după doi ani se stinge din viață în urma unui atac fulgerător de cord, la vârsta de numai 60 de ani (1966).

## Activitatea și opera literară
- Debutează cu versuri în revista Floarea Soarelui din București (1926)
- Colaborează la Glasul Bucovinei (unde a fost și redactor șef), Junimea Literară (a fost și secretar de redacție), Gazeta Bucovinei, Bilete de papagal, Gândirea, Convorbiri literare, Bucovina, Universul literar (a fost și redactor), Bucovina Literară (unde a făcut parte din comitetul de redacție), Revista Fundațiilor Regale, etc.
- Teoria istoriografiei la Benedetto Croce în lumina teoriilor contemporane, cu privire la filozofia duratei a lui Bergson. (1933)
- Exod’, versuri, Cernăuți, 1933, primit elogiativ de criticii literari ai vremii, printre care și Perpessicius
- Proze pentru anul inimii, versuri, Cernăuți, 1934
- Zaruri, aforisme, Cernăuți, 1936
- Aur vechi, versuri, Cernăuți, 1936
- Cântec de leagăn, versuri, Mediaș, 1936
- Casă pe nisip, aforisme, Cernăuți, 1937
- Teza de doctorat Aspecte finaliste și biologice în pozitivismul lui David Hume (1937).
- Pietre la care mă închinai, versuri, Cernăuți, 1937
- Suflet Nipon, traduceri din poezia japoneză, Cernăuți, 1937
- Dulcile cuvinte, versuri, Cernăuți, 1940
- Versuri de după amiază, versuri, Cernăuți, 1940
- Balade și strofe răzlețe, versuri, Cernăuți, 1943

Volume postume (în ordine cronologică):
- Scrieri lirice, versuri, ediție îngrijită și prefațată de Emil Manu, București, 1970
- Necunoscuta, nuvele, ediție îngrijită de soția scriitorului, Ecaterina Chelariu. Cuvânt înainte de Mircea Horia Simionescu, București, 1972
- Scrieri lirice, sonete, cuvânt înainte de Eugen Barbu, București, 1973
- Teatru, ediție îngrijită și prefață de Adrian Anghelescu, București, 1976
- Zilele și umbra mea, pagini de jurnal, ediție îngrijită și prefațată de Corneliu Popescu, Iași, 1976
- Poezii în vers alb, ediție îngrijită și prefațat de Corneliu Popescu, Iași, 1983
- În căutarea Atlantidei, aforisme, ediție îngrijită de Doina Florea și Corneliu Popescu, prefața Doina Florea, Cluj-Napoca, 1989
- Strada Lebedei no. 8, Pagini de jurnal, prefața: Traian Chelariu, sau o viață trăită eroic, de Mircea A. Diaconu, Editura Paideia, București, 2002
- Zilele si umbra mea, pagini de jurnal, volumul I, editie prefațată de Mircea A. Diaconu, Traian Chelariu: O viață trăită eroic, Editura Ideea Europeană, București, 2010
- Zilele si umbra mea, pagini de jurnal, volumul II, editie, prefață și indice de nume de Mircea A. Diaconu, Editura Ideea Europeană, București, 2010

## Citate din opera lui Traian Chelariu

Bustul lui Traian Chelariu din Suceava